# Kees Kievit

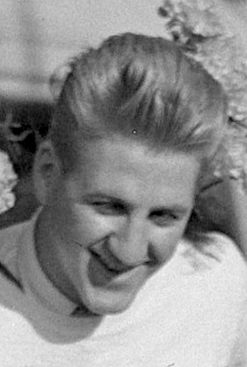
Kievit na zijn zilveren race op het EK van 1950

Cornelis Marinus (Kees) Kievit (Best, 5 juni 1931 – Waalre, 29 juli 2020) was een Nederlands zwemmer. 
Van 1948 tot en met 1951 was Kievit Nederlands kampioen op de 100 meter rugslag (langebaan). Kievit nam in 1948 deel aan de Olympische Zomerspelen in Londen op hetzelfde onderdeel. In de eerste serie eindigde hij als tweede; in de eerste halve finale werd hij zevende en werd hij uitgeschakeld.
Kievit werkte aanvankelijk bij de Philipsfabrieken. Later had hij zijn eigen makelaarskantoor.
Kievit overleed op 89-jarige leeftijd.